# Acanthagrion jessei
Acanthagrion jessei là một loài chuồn chuồn kim trong họ Coenagrionidae.
Acanthagrion jessei được Leonard miêu tả khoa học năm 1977.